# Ellmauer Tor
Das Ellmauer Tor ist ein rund 1981 m ü. A. hoher Felssattel mitten im Kaisergebirge in Tirol, im Gemeindegebiet von Kirchdorf in Tirol. Gut 70 Meter westlich des Sattels treffen sich die Gemeindegrenzen von Kirchdorf in Tirol, Kufstein, Ellmau und Going.
Es ist die tiefste Einsattelung im Hauptkamm des Wilden Kaisers zwischen dem Ostkaiser mit der Ackerlspitze und dem Zentralkaiser mit der Ellmauer Halt. Weil ein viel benutzter Übergang über das Ellmauer Tor mit ihrer einmaligen Kulisse führt, wird es oft als das Herz des Kaisers bezeichnet. Von Süden, etwa von Ellmau oder Going gesehen, bildet es die unverwechselbare Einkerbung im Kaisergebirge zwischen Karlspitzen und Goinger Halt.

## Routen
Das Ellmauer Tor ist der wichtigste und am häufigsten benutzte Übergang im Wilden Kaiser. An schönen Sommertagen sind unzählige Bergsteiger hierher unterwegs. 
Der berühmteste Weg führt von Norden, vom Stripsenjochhaus über den Eggersteig und durch die Steinerne Rinne zum Ellmauer Tor. Für diese Route sind alpine Erfahrung, Trittsicherheit und Schwindelfreiheit unerlässlich, auch wenn sie gut gesichert ist. Das Tragen eines Kletterhelms ist aufgrund der Steinschlaggefahr ratsam.
Nicht weniger beliebt ist der Weg von Süden, von der Wochenbrunneralm entweder über die Gaudeamushütte über das Kübelkar oder über die Gruttenhütte und den Jubiläumssteig (Klettersteig) zum Ellmauer Tor. Dieser Weg ist einfacher (nur eine mit Drahtseil versicherte Passage), aber stark der Sonne ausgesetzt. 
Am Tor angekommen fasziniert erst einmal die umliegende Felskulisse und der Blick nach Süden zu den Hohen Tauern. Im Übrigen ist es Ausgangspunkt für eine Besteigung der Goinger Halten und der Karlspitzen sowie Zugang zu den Kletterrouten am Christaturm und der Fleischbank mit dem Herrweg.
Im Winter zählt der Aufstieg durch das Kübelkar zu den beliebtesten Skitouren weit und breit.